# Синачкова, Гана
Га́на Сина́чкова (чеш. Hana Synáčková; род. 22 ноября 1980, Жижков) — чешская кёрлингистка.
Играет на позиции четвёртого. Скип команды.
Начала заниматься кёрлингом в 1995 в возрасте 15 лет.

## Достижения
- Чемпионат Чехии по кёрлингу среди женщин: золото (2000, 2004, 2005, 2006, 2009), серебро (2001, 2003, 2008, 2020, 2022, 2023, 2025), бронза (2007, 2012, 2013, 2014, 2016, 2018, 2019).
- Чемпионат Европы по кёрлингу среди смешанных команд: серебро (2008).
- Чемпионат Чехии по кёрлингу среди смешанных команд: серебро (1997, 2006), бронза (2005, 2024).
- Чемпионат Чехии по кёрлингу среди юниоров: золото (1997, 1998, 1999, 2001), бронза (1996).

## Команды
| Сезон                                               | Четвёртый            | Третий               | Второй               | Первый               | Запасной                                              | Турниры                              |
| --------------------------------------------------- | -------------------- | -------------------- | -------------------- | -------------------- | ----------------------------------------------------- | ------------------------------------ |
| 1995—96                                             | Vendula Blažková     | Гана Синачкова       | Kateřina Doubravová  | Zdislava Brtnická    | Gabriela Novotná, Eva Kučerová                        | ЧЧЮ 1996                             |
| 1996—97                                             | Vendula Blažková     | Гана Синачкова       | Gabriela Novotná     | Barbora Novotná      | Eva Štampachová, Šárka Doudová Катержина Урбанова     | ЧЧЮ 1997                             |
| 1997—98                                             | Vendula Blažková     | Гана Синачкова       | Eva Štampachová      | Barbora Novotná      | Šárka Doudová                                         | ЧЧЮ 1998                             |
| 1998—99                                             | Vendula Blažková     | Гана Синачкова       | Eva Štampachová      | Barbora Novotná      | Šárka Doudová                                         | ЧЧЮ 1999                             |
| 1999—00                                             | Eva Štampachová      | Šárka Doudová        | Гана Синачкова       | Vendula Blažková     | Martina Budělovská, Barbora Novotná, Gabriela Novotná | ЧЧЖ 2000                             |
| 2000—01                                             | Ленка Даниелисова    | Гана Синачкова       | Ленка Кучерова       | Jana Jelínková       | Katerina Samueliova тренер: Бьорн Шрёдер              | ЧМЮ-Б 2001 (4 место)                 |
| 2000—01                                             | Ленка Даниелисова    | Jana Jelínková       | Гана Синачкова       | Яна Шиммерова        | Ленка Кучерова                                        | ЧЧЮ 2001                             |
| 2000—01                                             | Renée Lepšíková      | Гана Синачкова       | Milena Vojtušová     | Alena Samueliová     |                                                       | ЧЧЖ 2001                             |
| 2001—02                                             | Pavla Rubášová       | Lenka Sáfránková     | Гана Синачкова       | Vera Netusilova      | Ленка Даниелисова тренер: Карел Кубешка               | ЧЕ 2001 (9 место)                    |
| 2001—02                                             | Гана Синачкова       | Ленка Даниелисова    | Ленка Кучерова       | Jana Jelínková       | Яна Шиммерова                                         | ЧМЮ-Б 2002 (4 место)                 |
| 2002—03                                             | Pavla Rubášová       | Гана Синачкова       | Lenka Sáfránková     | Eva Petráková        | Ленка Даниелисова                                     | ЧЕ 2002 (8 место)                    |
| 2002—03                                             | Гана Синачкова       | Ленка Китцбергерова  | Каролина Пиларова    | Jana Jelínková       | Ленка Кучерова                                        | ЧЧЖ 2003                             |
| 2003—04                                             | Pavla Rubášová       | Гана Синачкова       | Lenka Sáfránková     | Vera Netusilova      | Ленка Даниелисова тренер: Карел Кубешка               | ЧЕ 2003 (9 место)                    |
| 2003—04                                             | Гана Синачкова       | Ленка Китцбергерова  | Ленка Кучерова       | Jana Jelínková       | Каролина Пиларова                                     | ЧЧЖ 2004                             |
| 2004—05                                             | Гана Синачкова       | Ленка Даниелисова    | Ленка Кучерова       | Jana Jelínková       | Каролина Пиларова тренер: Vít Nekovařík               | ЧЕ 2004 (10 место)                   |
| 2004—05                                             | Гана Синачкова       | Ivana Danielisová    | Ленка Кучерова       | Каролина Пиларова    |                                                       | ЧЧЖ 2005                             |
| 2005—06                                             | Гана Синачкова       | Ленка Даниелисова    | Ленка Кучерова       | Каролина Пиларова    | Камила Мошова                                         | ЧЕ 2005 (12 место)                   |
| 2005—06                                             | Гана Синачкова       | Ivana Danielisová    | Ленка Кучерова       | Каролина Пиларова    |                                                       | ЧЧЖ 2006                             |
| 2006—07                                             | Гана Синачкова       | Ленка Даниелисова    | Ленка Кучерова       | Каролина Пиларова    | Михала Соуградова тренер: Суне Фредериксен            | ЧЕ 2006 (8 место) ЧМ 2007 (11 место) |
| 2006—07                                             | Гана Синачкова       | Ivana Danielisová    | Ленка Кучерова       | Каролина Пиларова    | тренер: Суне Фредериксен                              | ЧЧЖ 2007                             |
| 2007—08                                             | Гана Синачкова       | Ivana Danielisová    | Pavla Rubášová       | Каролина Пиларова    | Ленка Кучерова тренер: Суне Фредериксен               | ЧЧЖ 2008                             |
| 2008—09                                             | Гана Синачкова       | Ленка Китцбергерова  | Pavla Rubášová       | Ленка Кучерова       | Каролина Пиларова                                     | ЧЧЖ 2009                             |
| 2009—10                                             | Гана Синачкова       | Ленка Китцбергерова  | Pavla Rubášová       | Каролина Пиларова    | Ленка Кучерова тренер: Ben Wiegers                    | ЧЕ 2009 (14 место)                   |
| 2009—10                                             | Гана Синачкова       | Ленка Китцбергерова  | Pavla Rubášová       | Ленка Кучерова       | Каролина Пиларова                                     | ЧЧЖ 2010 (4 место)                   |
| 2010—11                                             | Гана Синачкова       | Каролина Фредериксен | Pavla Rubášová       | Ленка Кучерова       |                                                       | [ 19 ]                               |
| 2011—12                                             | Гана Синачкова       | Ленка Китцбергерова  | Каролина Фредериксен | Michaela Nádherová   |                                                       | ЧЧЖ 2012                             |
| 2012—13                                             | Гана Синачкова       | Ленка Китцбергерова  | Michaela Nádherová   | Каролина Фредериксен | Eliška Srnská тренер: Суне Фредериксен                | ЧЧЖ 2013                             |
| 2013—14                                             | Гана Синачкова       | Ленка Китцбергерова  | Michaela Nádherová   | Каролина Фредериксен | Eliška Srnská тренер: Суне Фредериксен                | ЧЧЖ 2014                             |
| 2015—16                                             | Мартина Стрнадова    | Ленка Китцбергерова  | Michaela Nádherová   | Каролина Фредериксен | Гана Синачкова, Eliška Srnská тренер: Якуб Бареш      | ЧЧЖ 2016                             |
| 2017—18                                             | Michaela Nádherová   | Ленка Китцбергерова  | Гана Синачкова       | Мартина Стрнадова    | Eliška Srnská тренер: Каролина Фредериксен            | ЧЧЖ 2018                             |
| 2018—19                                             | Линда Климова        | Гана Синачкова       | Luisa Klímová        | Каролина Фредериксен | Мартина Стрнадова тренер: Radek Klíma                 | ЧЧЖ 2019                             |
| 2019—20                                             | Гана Синачкова       | Каролина Фредериксен | Eliška Srnská        |                      |                                                       | ЧЧЖ 2020                             |
| 2021—22                                             | Гана Синачкова       | Мартина Стрнадова    | Eliška Srnská        | Каролина Фредериксен | Линда Климова                                         | ЧЧЖ 2022                             |
| 2022—23                                             | Гана Синачкова       | Мартина Стрнадова    | Eliška Srnská        | Каролина Фредериксен | Линда Климова, Lenka Vokounová                        | ЧЧЖ 2023                             |
| 2024—25                                             | Каролина Фредериксен | Zuzana Pražáková     | Линда Немчокова      | Гана Синачкова       | Eliška Navrátilová тренер: Radek Klíma                | ЧЧЖ 2025                             |
| Кёрлинг среди смешанных команд (mixed curling)      |                      |                      |                      |                      |                                                       |                                      |
| 1996—97                                             | Давид Шик            | Vendula Blažková     | Milan Polívka        | Гана Синачкова       |                                                       | ЧЧСК 1997                            |
| 1998—99                                             | Vít Nekovařík        | Šárka Doudová        | Vlastimil Vojtuš     | Гана Синачкова       |                                                       | ЧЧСК 1999 (11 место)                 |
| 2004—05                                             | Vít Nekovařík        | Гана Синачкова       | Vlastimil Vojtuš     | Каролина Пиларова    |                                                       | ЧЧСК 2005                            |
| 2005—06                                             | Vít Nekovařík        | Гана Синачкова       | Vlastimil Vojtuš     | Каролина Пиларова    |                                                       | ЧЧСК 2006                            |
| 2006—07                                             | Мартин Снитил        | Ленка Китцбергерова  | Иржи Снитил          | Гана Синачкова       |                                                       | ЧЧСК 2007 (6 место)                  |
| 2008—09                                             | Иржи Снитил          | Гана Синачкова       | Мартин Снитил        | Каролина Пиларова    | Katerina Kobosilova, Суне Фредериксен                 | ЧЕСК 2008                            |
| 2008—09                                             | Гана Синачкова       | Иржи Снитил          | Каролина Пиларова    | Суне Фредериксен     |                                                       | ЧЧСК 2009 (15 место)                 |
| 2009—10                                             | Гана Синачкова       | Суне Фредериксен     | Каролина Пиларова    | Марек Выдра          | Мартин Снитил                                         | ЧЧСК 2010 (7 место)                  |
| 2011—12                                             | Гана Синачкова       | Суне Фредериксен     | Каролина Фредериксен | Martin Štěpánek      | Vít Nekovařík                                         | ЧЧСК 2012 (9 место)                  |
| 2013—14                                             | Michal Zdenka        | Гана Синачкова       | Суне Фредериксен     | Каролина Фредериксен |                                                       | ЧЧСК 2014 (7 место)                  |
| 2023—24                                             | Kryštof Tabery       | Каролина Фредериксен | Jakub Skála          | Гана Синачкова       | Iveta Janatová                                        | ЧЧСК 2024                            |
| Кёрлинг среди смешанных пар (mixed doubles curling) |                      |                      |                      |                      |                                                       |                                      |
| 2007—08                                             | Гана Синачкова       | ?                    |                      |                      |                                                       | ЧЧСП 2007 (??? место)                |

(скипы выделены полужирным шрифтом)